# Intifada
Intifāda (in arabo انتفاضة‎?: "intervento", "sussulto") è un termine arabo che vuol significare "rivolta", "sollevazione", ed è entrato nell'uso comune come nome con cui sono conosciute le rivolte arabe.
L'intifāda è uno degli aspetti più significativi degli anni recenti del conflitto israelo-palestinese.

## Storia

### L'Intifada delle pietre
La prima intifada palestinese ebbe inizio nel dicembre del 1987. Dopo alcuni atti spontanei di protesta contro le forze dell'ordine israeliane nei territori palestinesi, gli eventi assunsero le dimensioni di una vera e propria rivolta popolare, con coinvolgimento di civili di entrambe le parti. Tali sommosse si intensificarono arrivando ad un punto critico nell'incidente in cui un camion militare israeliano travolse due taxi collettivi nel campo profughi di Jabalya, uccidendo quattro palestinesi. Le violenze e le proteste – con il classico lancio di pietre alle truppe israeliane, soprattutto da parte di palestinesi minorenni – persero poi intensità nel corso degli anni a seguire, anche per l'uccisione di molti manifestanti (311 nel primo anno). Gli accordi di Oslo (agosto 1993) e la creazione dell'Autorità Nazionale Palestinese (ANP) sono considerati come i termini della conclusione della prima intifada palestinese.

### L'Intifada di Al-Aqsa
La seconda intifada palestinese (nota anche come Intifāda di al-Aqsa) indica il violento riesplodere del confronto israelo-palestinese. Il suo inizio è databile al 28 settembre 2000 quando l'allora capo dell'opposizione israeliana Ariel Sharon entra nel complesso della Spianata delle moschee di Gerusalemme dove sorgono le due antiche moschee (al-Aqsa e la Cupola della Roccia). La durata effettiva della seconda intifada è oggetto di discussione. Il termine intifada è stato utilizzato anche da Muqtada al-Sadr, un esponente del "clero" sciita iracheno, per definire la sollevazione che mirava a porre fine all'occupazione militare statunitense dell'Iraq.
Il leader politico di Hamas, Khaled Mesh'al, ha invocato una "terza Intifada palestinese" a seguito della guerra di Gaza avvenuta tra la fine del 2008 e all'inizio del 2009. Questa definizione non ha tuttavia avuto riscontro in una rivolta chiaramente identificabile. Gli attentati terroristici avvenuti a Gerusalemme e in altre parti del paese nei mesi di novembre e dicembre 2014, vengono ritenuti da alcuni come l'inizio di una possibile terza Intifada. Nonostante non sia ancora dichiarata come tale, è evidente che gruppi terroristici, come per esempio Hamas proclamano tali atti deliberati di violenza, sostenendo che sia una forma legittima di protesta nei confronti dello Stato d'Israele.

### L'Intifada dei coltelli
Dai primi di ottobre 2015 scoppiò una nuova ondata di violenza rinominata "l'intifada dei coltelli", per il fatto che la maggior parte degli attacchi furono perpetrati con armi da taglio da parte di singoli palestinesi contro civili e militari israeliani; nonostante ciò, esiste l'ipotesi che gli attacchi isolati siano in realtà frutto di una vera e propria rivolta organizzata, dato l'incitamento da parte di vari leader, sia religiosi che politici della comunità islamica palestinese. I sostenitori di tali attacchi incoraggiano il proseguimento della lotta armata contro i militari israeliani, affermando che essa ha lo scopo di promuovere la questione palestinese.